# Campionat capverdià de futbol 2011
La temporada 2011 de la Lliga capverdiana de futbol fou la 32a edició d'aquesta competició de futbol de Cap Verd. Va començar el 14 de maig i va finalitzar el 9 de juliol, una mica després que l'any anterior. El torneig estava organitzat per la Federació Capverdiana de Futbol (FCF). El club CS Mindelense va guanyar el seu 8è títol. Cap club va participar en la 2012 CAF Champions League ni a la Copa Confederació de la CAF 2012.
El Boavista era el defensor del títol. Van participar en la competició un total d'11 clubs, un de cada lliga insular, i un més com a guanyador del títol de la temporada anterior. Aquesta edició va tenir un club menys de l'habitual, ja que es va cancel·lar la Lliga de Brava de futbol. Això va provocar que el Grup B de la fase de classificació tingués un club menys, i que cada club tingués una jornada de descans.
La victòria més àmplia fou, en dues ocasions, per un marcador de 6-0: una victòria del Mindelense davant el Vulcânicos, i una victòria del Boavista davant del Rosariense.

## Clubs participants
- Boavista FC, guanyador del Campionat capverdià de futbol 2010
- Sal-Rei FC, guanyador de la Lliga de Boa Vista de futbol
- Vulcânicos FC, guanyador de la Lliga de Fogo de futbol
- Onze Unidos, guanyador de la Lliga de Maio de futbol
- Académico do Aeroporto, guanyador de la Lliga de Sal de futbol
- Rosariense Clube, guanyador de la Lliga de Santo Antão de futbol (Nord)
- Académica do Porto Novo, guanyador de la Lliga de Santo Antão de futbol (Sud)
- FC Ultramarina, guanyador de la Lliga de São Nicolau
- CS Mindelense, guanyador de la Lliga de São Vicente de futbol
- Benfica, guanyador de la Lliga de Santiago de futbol (Nord)
- Sporting Clube da Praia, finalista de la Lliga de Santiago de futbol (Sud)

### Informació sobre els clubs
| Club                    | Seu                     |
| ----------------------- | ----------------------- |
| Académico do Aeroporto  | Espargos                |
| Académica do Porto Novo | Porto Novo              |
| Benfica                 | Santa Cruz              |
| Boavista FC             | Praia                   |
| CS Mindelense           | Mindelo                 |
| Onze Unidos             | Vila do Maio            |
| Rosariense Clube        |                         |
| Sal-Rei FC              | Sal Rei                 |
| Sporting Clube da Praia | Praia                   |
| FC Ultramarina          | Tarrafal de São Nicolau |
| Vulcânicos FC           | São Filipe              |

## Classificació

### Grup A
| Pos. | Equip                   | PJ | PG | PE | PP | GF | GC | Dif.G | Pts. |
| ---- | ----------------------- | -- | -- | -- | -- | -- | -- | ----- | ---- |
| 1    | CS Mindelense           | 5  | 4  | 1  | 0  | 13 | 1  | +12   | 13   |
| 2    | Sporting Clube da Praia | 5  | 4  | 0  | 1  | 7  | 2  | +5    | 12   |
| 3    | Benfica                 | 5  | 2  | 1  | 1  | 5  | 4  | +1    | 8    |
| 4    | Vulcânicos FC           | 4  | 1  | 1  | 2  | 3  | 9  | -6    | 4    |
| 5    | FC Ultramarina          | 5  | 1  | 0  | 4  | 6  | 11 | -5    | 3    |
| 6    | Sal-Rei FC              | 4  | 0  | 0  | 4  | 1  | 8  | -7    | 0    |

### Grup B
| Pos. | Equip                   | PJ | PG | PE | PP | GF | GC | Dif.G | Pts. |
| ---- | ----------------------- | -- | -- | -- | -- | -- | -- | ----- | ---- |
| 1    | Académica do Porto Novo | 4  | 2  | 2  | 0  | 11 | 4  | +7    | 8    |
| 2    | Académico do Aeroporto  | 4  | 2  | 2  | 0  | 8  | 5  | +3    | 8    |
| 3    | Boavista                | 4  | 2  | 1  | 1  | 9  | 4  | +5    | 7    |
| 4    | Onze Unidos             | 4  | 1  | 0  | 3  | 4  | 9  | -5    | 3    |
| 5    | Rosariense Clube        | 4  | 0  | 1  | 3  | 4  | 14 | -10   | 1    |

## Resultats
| Ultramarina    | 3 - 1 | Sal Rei              | 15 maig |
| Sporting Praia | 1 - 0 | Benfica Sta Cruz     | 15 maig |
| Mindelense     | 6 - 0 | Vulcânicos           | 15 maig |
| Boavista       | 0 - 0 | Acádemica Porto Novo | 14 maig |
| Rosariense     | 1 - 1 | Académico Aeroporto  | 14 maig |

| Sporting Praia      | 0 - 1 | Mindelense           | 21 maig |
| Sal Rei             | 0 - 1 | Benfica Sta Cruz     | 21 maig |
| Vulcânicos          | 1 - 0 | Ultramarina          | 22 maig |
| Onze Unidos         | 2 - 1 | Rosariense           | 21 maig |
| Académico Aeroporto | 2 - 2 | Acádemica Porto Novo | 21 maig |

| Mindelense           | 2 - 0 | Sal Rei        | 28 maig |
| Vulcânicos           | 1 - 2 | Sporting Praia | 29 maig |
| Benfica Sta Cruz     | 3 - 2 | Ultramarina    | 29 maig |
| Onze Unidos          | 1 - 2 | Boavista       | 28 maig |
| Acádemica Porto Novo | 5 - 2 | Rosariense     | 28 maig |

| Benfica Sta Cruz     | 1 - 1 | Vulcânicos     | 4 juny |
| Ultramarina          | 1 - 4 | Mindelense     | 4 juny |
| Sal Rei              | 0 - 2 | Sporting Praia | 4 juny |
| Académico Aeroporto  | 3 - 1 | Boavista       | 4 juny |
| Acádemica Porto Novo | 4 - 0 | Onze Unidos    | 5 juny |

| Vulcânicos     | canc. | Sal Rei             | 11 juny |
| Mindelense     | 0 - 0 | Benfica Sta Cruz    | 12 juny |
| Sporting Praia | 2 - 1 | Ultramarina         | 12 juny |
| Boavista       | 6 - 0 | Rosariense          | 11 juny |
| Onze Unidos    | 1 - 2 | Académico Aeroporto | 11 juny |

## Fase final
|  | Semifinals | Semifinals              | Semifinals    | Semifinals | Semifinals |   |                         | Final | Final | Final | Final | Final |
|  |            |                         |               |            |            |   |                         |       |       |       |       |       |
|  |            | Sporting Clube da Praia | 1             | 4          | 5          |   |                         |       |       |       |       |       |
|  |            | Académica do Porto Novo | 2             | 0          | 2          |   |                         |       |       |       |       |       |
|  |            | Académica do Porto Novo | 2             | 0          | 2          |   | Sporting Clube da Praia | 0     | 0     | 0     |       |       |
|  |            |                         |               |            |            |   | Sporting Clube da Praia | 0     | 0     | 0     |       |       |
|  |            |                         | CS Mindelense | 1          | 0          | 1 |                         |       |       |       |       |       |
|  |            | Académico do Aeroporto  | CS Mindelense | 1          | 0          | 1 | 1                       | 1     | 2     |       |       |       |
|  |            | Académico do Aeroporto  |               |            |            |   | 1                       | 1     | 2     |       |       |       |
|  |            | CS Mindelense           | 2             | 0          | 2          |   |                         |       |       |       |       |       |

### Semifinals
| Sporting Clube da Praia | 1:2 | Académica do Porto Novo |
| ----------------------- | --- | ----------------------- |
|                         |     |                         |

 Estádio da Várzea
Praia
| Académico do Aeroporto | 1:2 | CS Mindelense |
| ---------------------- | --- | ------------- |
|                        |     |               |

 Estádio Marcelo Leitão
Espargos
| Académica do Porto Novo | 0:4 | Sporting Clube da Praia |
| ----------------------- | --- | ----------------------- |
|                         |     |                         |

 Estádio Municipal do Porto Novo
Porto Novo
| CS Mindelense | 0:1 | Académico do Aeroporto |
| ------------- | --- | ---------------------- |
|               |     |                        |

 Estádio Municipal Adérito Sena
Mindelo

### Final
| Sporting Clube da Praia | 0:1 | CS Mindelense |
| ----------------------- | --- | ------------- |
|                         |     |               |

 Estádio da Várzea
Praia
| CS Mindelense | 0:0 | Sporting Clube da Praia |
| ------------- | --- | ----------------------- |
|               |     |                         |

 Estádio Municipal Adérito Sena
Mindelo
| Guanyador CS Mindelense 8è títol |

## Estadístiques
- Victòries més àmplies:

Mindelense 6-0 Vulcânicos (15 maig)
Boavista FC 6-0 Rosariense (11 juny)